# Imperativo hipotético
Os imperativos hipotéticos, conceito criado por Immanuel Kant explorado em sua obra Crítica da Razão Pura, são máximas que colocam a justificativa da ação como exterior ao indivíduo. Nesse sentido, os dois principais motivos exteriores são o medo da punição, e a busca em obter algum benefício. A partir de tal definição, é possível perceber que o imperativo hipotético contrapõe-se ao imperativo categórico, por que neste a finalidade da ação está contida em si mesma (dever), é racional e universalizante. Tal conceito é relevante para entender o sistema moral kantiano.